# 山梨酸钾
山梨酸钾是山梨酸的钾盐，化学式為C6H7O2K。主要用作防腐剂，E編號為E202。山梨酸及其鹽在莓类水果中自然产生，但工业上一般是由化工合成。

## 生產
山梨酸鉀由山梨酸与氢氧化钾中和得到。前體山梨酸由丁烯醛与丙二醛的缩合生產。

## 用途
主要食品防腐剂，也可用于化妆品防腐和饲料防霉等。与山梨酸一样，也属于酸性防腐剂，使用时需注意。有很强的抑制腐败菌和霉菌作用，又易溶于水和毒性极低而获得广泛应用。
抑制微生物尤其是霉菌细胞内脱氢酶的活性，破坏酶系统达到抑菌的目的。